# Mimi Reinhardt
Mimi Reinhardt (nata Carmen Koppel) (Wiener Neustadt, 15 gennaio 1915 – Herzliya, 8 aprile 2022) è stata una segretaria austriaca ebrea.
Durante la seconda guerra mondiale lavorò come segretaria per Oskar Schindler aiutandolo a redigere le liste degli ebrei da salvare durante l'Olocausto. Contribuì così a salvare la vita di circa 1300 persone.

## Biografia
Nata da Emil e Frieda Koppel, compì studi linguistici presso l'Università di Vienna, dove apprese la stenografia. A Vienna incontrò il suo futuro marito, che seguì poi a Cracovia nel 1936. Nel 1939 nacque il loro figlio Sascha Weitmann.
Insieme a suo marito, riuscì a portare il figlio e sua nonna in Ungheria dopo l'occupazione nazista della Polonia. Fu arrestata insieme al marito che fu colpito davanti al cancello del ghetto di Cracovia mentre cercava di fuggire da lì. Dopo lo smantellamento del ghetto, fu trasportata con altri ebrei nel campo di Plaszow. Poiché era in grado di stenografare, fu impiegata nella gestione del magazzino del campo, dove incontrò Oskar Schindler, diventandone quindi la segretaria. Dopo che Schindler aveva chiesto al comandante del campo delle SS Amon Göth più lavoratori, Weitmann iniziò a compilare l'elenco degli operai in modo che potessero poi essere trasferiti nel sottocampo di Brünnlitz, dove Oskar Schindler continuò a gestire la sua attività di armamenti.
Il treno che doveva portare i lavoratori ebrei presenti sulla lista da Plaszow a Brünnlitz nell'autunno del 1944 fu dirottato ad Auschwitz. Mimi Weitmann e gli altri ebrei di Schindler vi rimasero per circa due settimane e descrissero l'esperienza come se provenisse "direttamente dall'Inferno di Dante". Schindler cercò di riportare i suoi lavoratori a Brünnlitz, salvando 1200 ebrei.
Nel dopoguerra Weitmann si trasferì con suo figlio a Tangeri, in Marocco, dove sposò il suo secondo marito, un direttore d'albergo. Nel 1957 la famiglia si trasferì negli Stati Uniti e visse a New York. La coppia ebbe una figlia che morì, malata, all'età di 49 anni. Nel 2007, all'età di 92 anni, Mimi Reinhardt raggiunse suo figlio a Herzliya, in Israele, dove era emigrato. Lì morì all'età di 107 anni in una casa di riposo.